# Albert Carlgren
Albert Elis Carlgren,  född 8 juni 1870 i Härnösand, död 28 juli 1933 i Stockholm, var en svensk jurist, son till Wilhelm Carlgren, farbror till Matts Carlgren och kusin till Oscar Carlgren.
Carlgren avlade mogenhetsexamen i Härnösand 1888, blev student vid Uppsala universitet året därpå, avlade examen till rättegångsverken 1893 och blev extra ordinarie notarie i Svea hovrätt samma år. År 1904 blev han konsistorienotarie i den nybildade Luleå stift och 1928 stiftssekreterare.
Han ivrade för förbättringar av församlingslivet och skolväsendet i stiftet. Han gjorde en betydelsefull insats för ödemarksbefolkningens bästa, var från 1906 verkställande ledamot i styrelsen för Norrbottens läns arbetsstugor och gjorde denna organisation till en viktig humanitär organisation. Han var även ordförande för Röda korset i Norrbottens län och deltog i förbättringarna av ödebygdernas sjukvård.
Han fick 1919 i uppdrag av Utrikesdepartementet att utreda förhållandena för den finsktalande befolkningen i länet. Han tillhörde även Luleå stadsfullmäktige 1908-25 och var sekreterare i Norrbottens läns landsting 1911-29. Vid Luleå stads 300-årsjubileum 1921 skrev han en kantat som tonsattes av Wilhelm Peterson-Berger.